# Eurorégion Danube-Criș-Mureș-Tisa

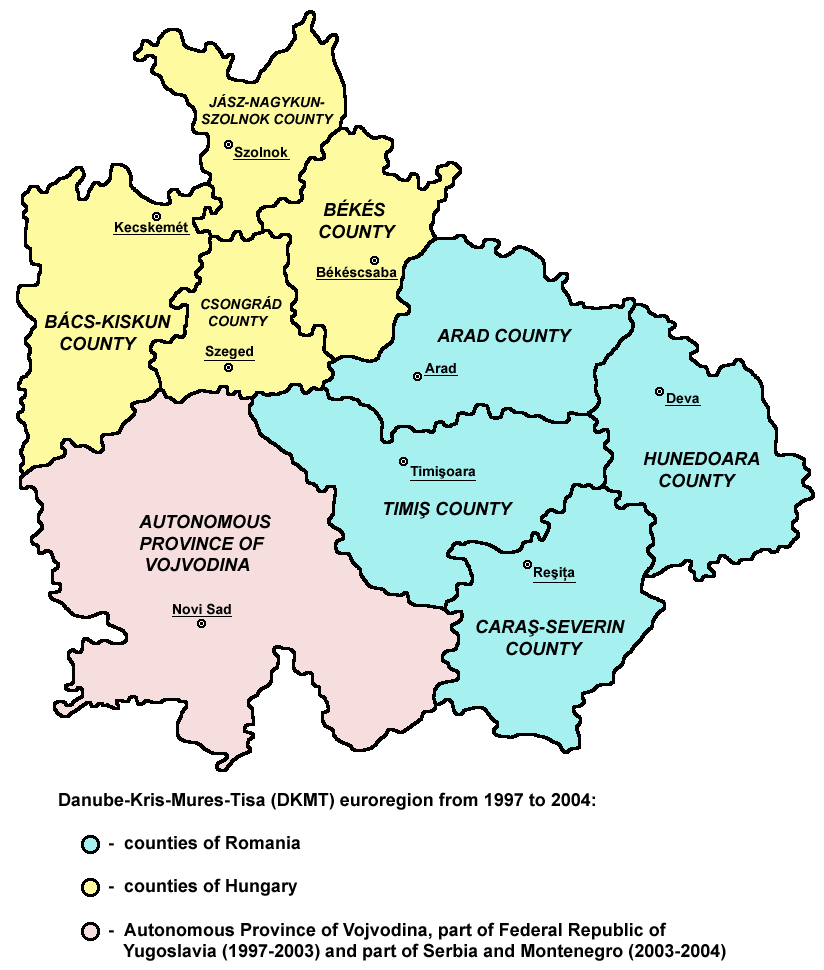
Carte de l'eurorégion de 1997 à 2004. En bleu, les départements de Roumanie ; en jaune, les comitats de Hongrie ; en rose, la province autonome de Voïvodine, en Serbie.

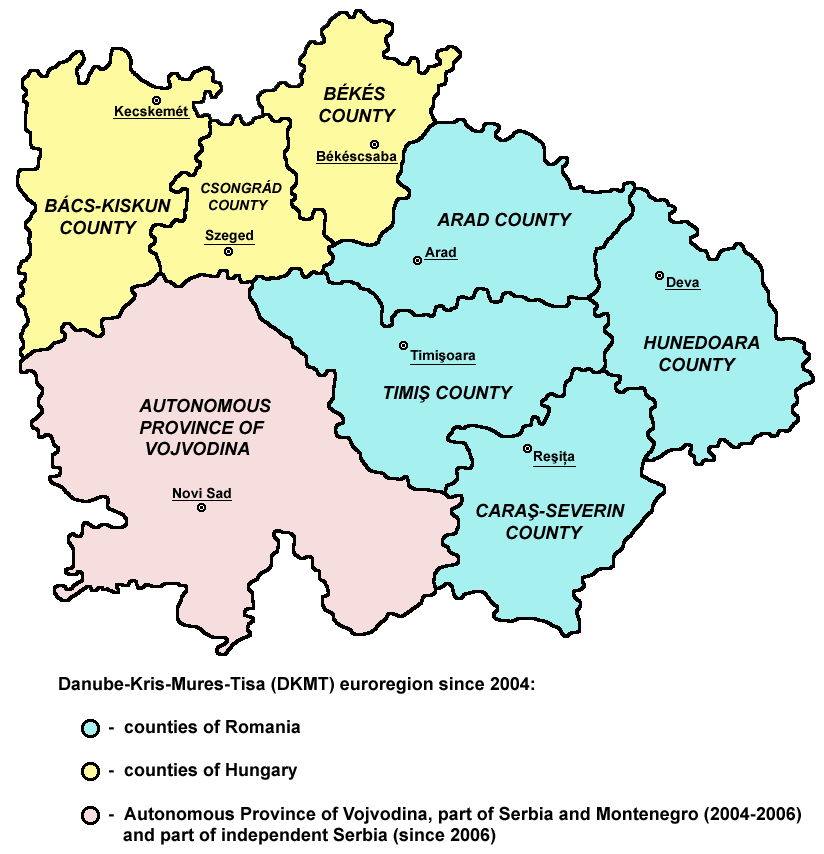
Carte de l'eurorégion depuis 2004. En bleu, les départements de Roumanie ; en jaune, le comitats de Hongrie ; en rose, la province autonome de Voïvodine, en Serbie.

L'eurorégion Danube-Criș-Mureș-Tisa Eurorégion (abrégé en DKMT en roumain : Dunăre–Criș–Mureș–Tisa ; en hongrois : Duna–Körös–Maros–Tisza ; en serbe : Дунав–Караш–Мориш–Тиса (Dunav–Karaš–Moriš–Tisa)) est une eurorégion située en Hongrie, en Roumanie et en Serbie. Elle est nommée d'après quatre rivières : le Danube, le Criș, le Mureș et la Tisa.

## Régions membres
Créée en 1997, l'eurorégion Danube–Criș–Mureș–Tisa regroupe 8 régions membres (anciennement 9) :
- le județ d'Arad, en Roumanie,
- le comitat de Bács-Kiskun, en Hongrie,
- le comitat de Békés, en Hongrie,
- le județ de Caraș-Severin, Roumanie,
- le comitat de Csongrád, en Hongrie,
- le județ de Hunedoara, en Roumanie,
- le județ de Timiș, en Roumanie,
- la Voïvodine, province autonome de Serbie.

En 2004, le comitat de Jász-Nagykun-Szolnok, en Hongrie, a quitté cette coopération régionale.

## Plus grandes villes

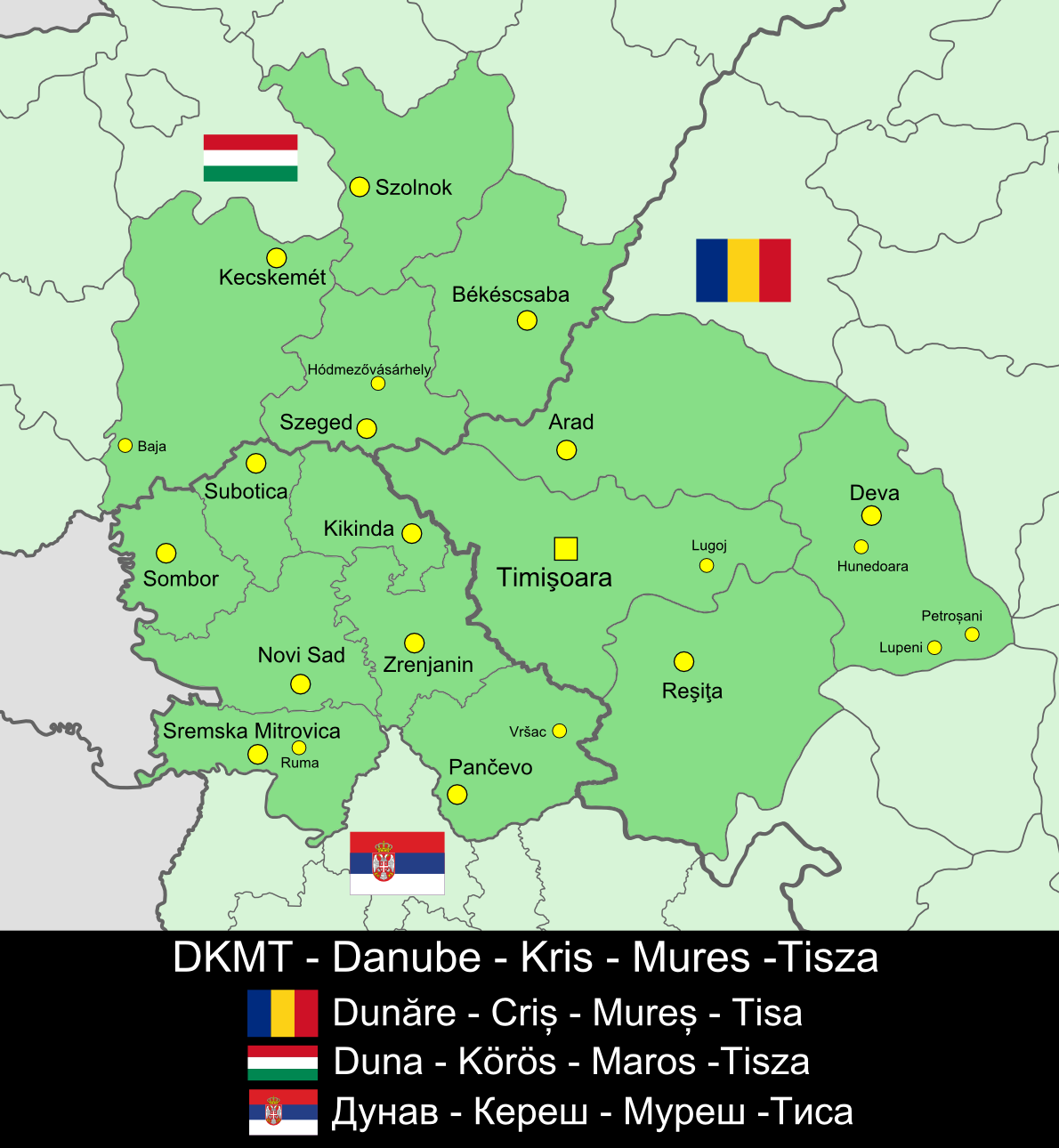
Carte des plus grandes villes de l'Eurorégion DKMT dans ses frontières d'avant 2004.

Liste des plus grandes villes dans DKMT (avec les chiffres de la population):
| Ville (avec drapeau du pays) | Population | Métro   |
| ---------------------------- | ---------- | ------- |
| Timișoara                    | 303 708    | 365 777 |
| Novi Sad                     | 248 119    | 335 701 |
| Arad                         | 147 992    |         |
| Szeged                       | 173 200    |         |
| Kecskemét                    | 109 300    |         |
| Subotica                     | 99 471     |         |
| Reșița                       | 65 109     |         |
| Szolnoka                     | 81 500     |         |
| Zrenjanin                    | 79 545     |         |
| Hunedoara                    | 55 384     |         |
| Deva                         | 56 647     |         |
| Pančevo                      | 76 110     |         |
| Békéscsaba                   | 67 400     |         |
| Sombor                       | 50 950     |         |
| Hódmezővásárhely             | 49 200     |         |
| Lugoj                        | 37 700     |         |
| Petroșani                    | 34 331     |         |
| Kikinda                      | 41 825     |         |
| Sremska Mitrovica            | 39 041     |         |
| Baja                         | 38 200     |         |
| Vršac                        | 35 601     |         |
| Ruma                         | 32 125     |         |
| Lupeni                       | 21 986     |         |

a Szolnok ne fait plus partie de l'eurorégion depuis 2004.

## Galerie

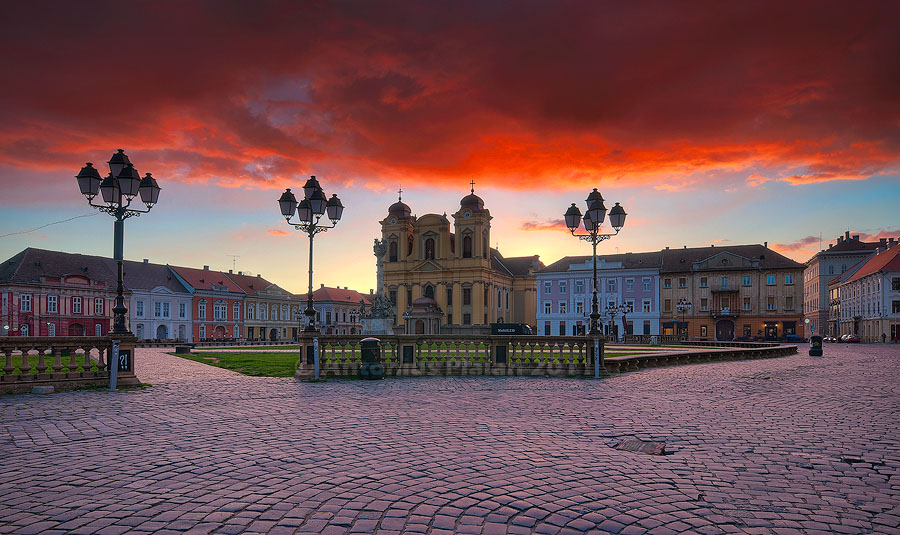
Timișoara
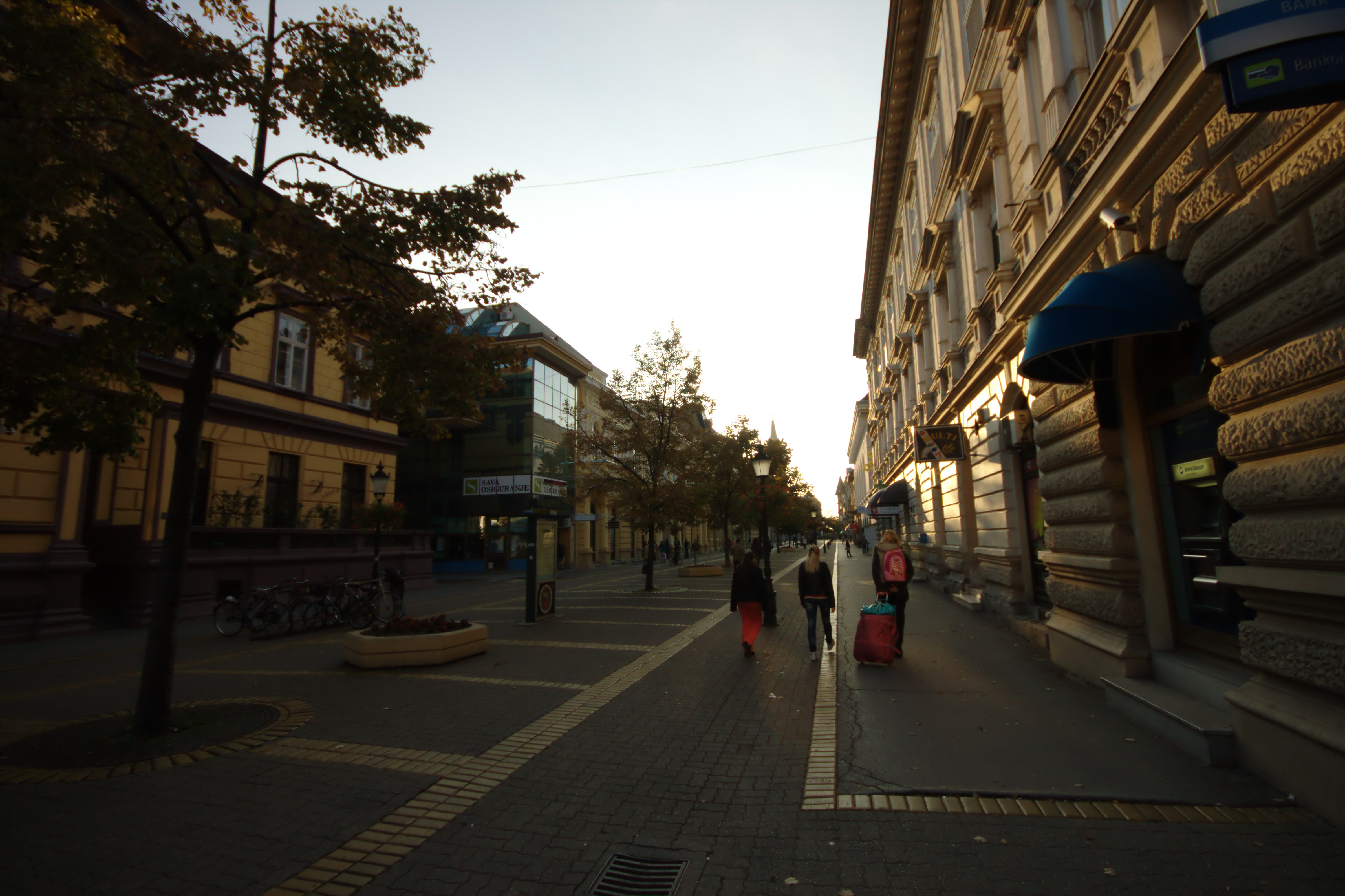
Subotica
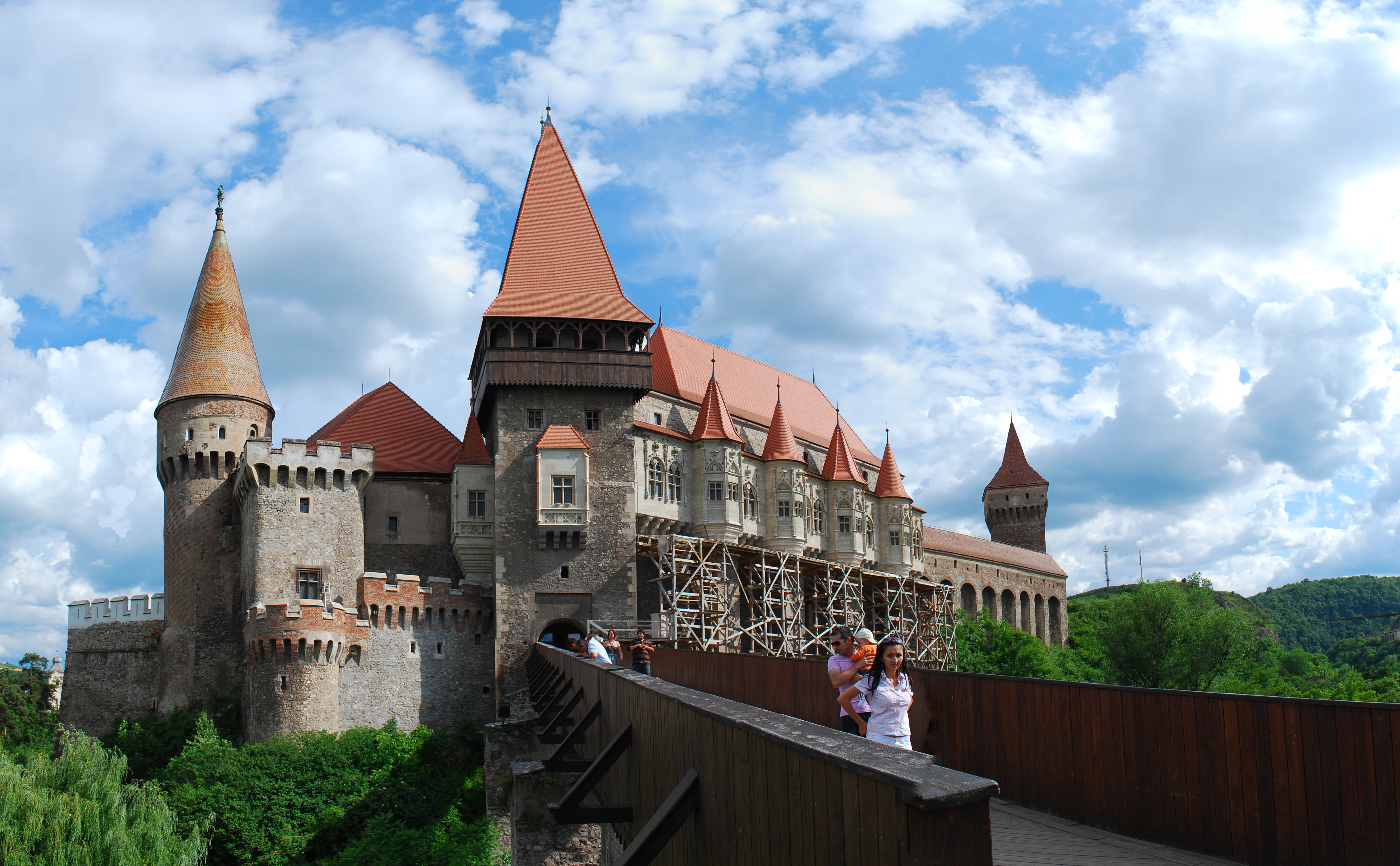
Hunedoara
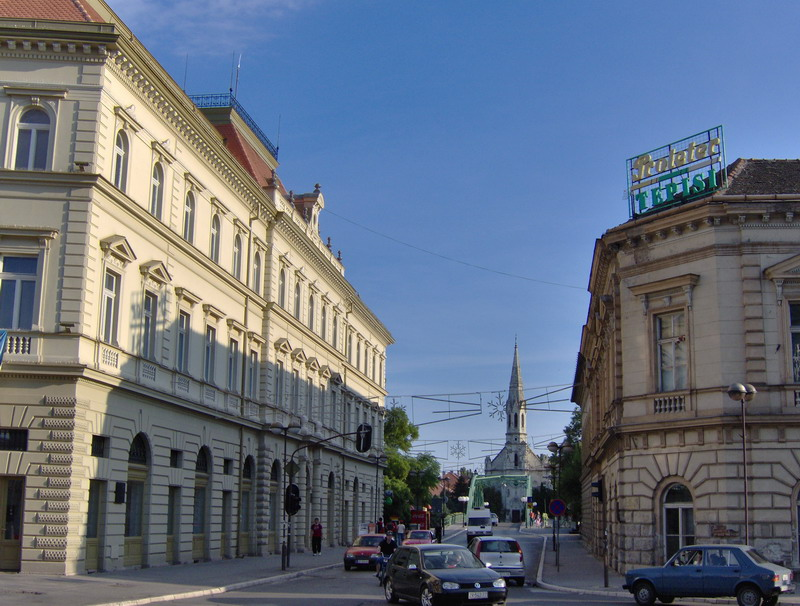
Zrenjanin
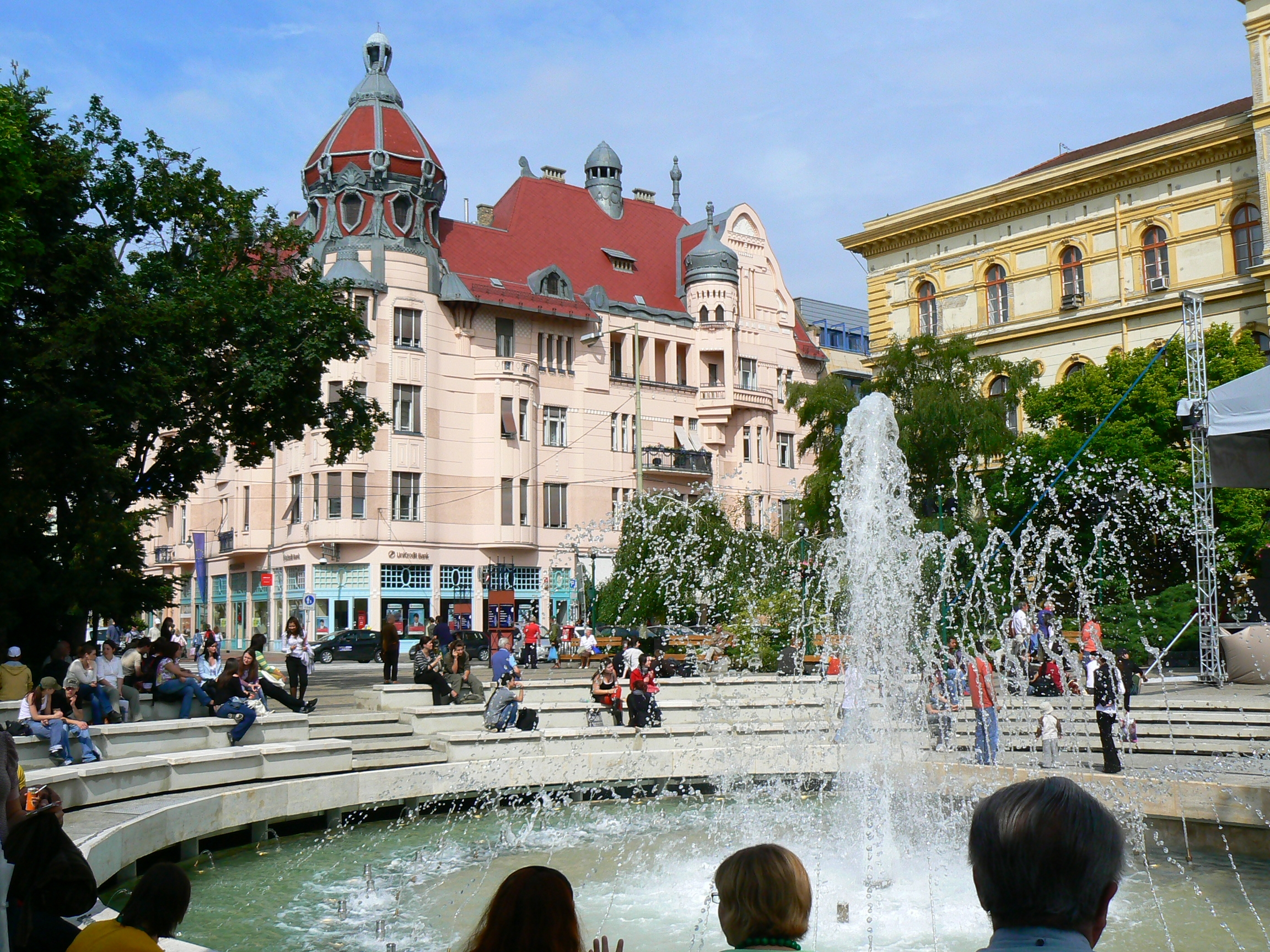
Szeged
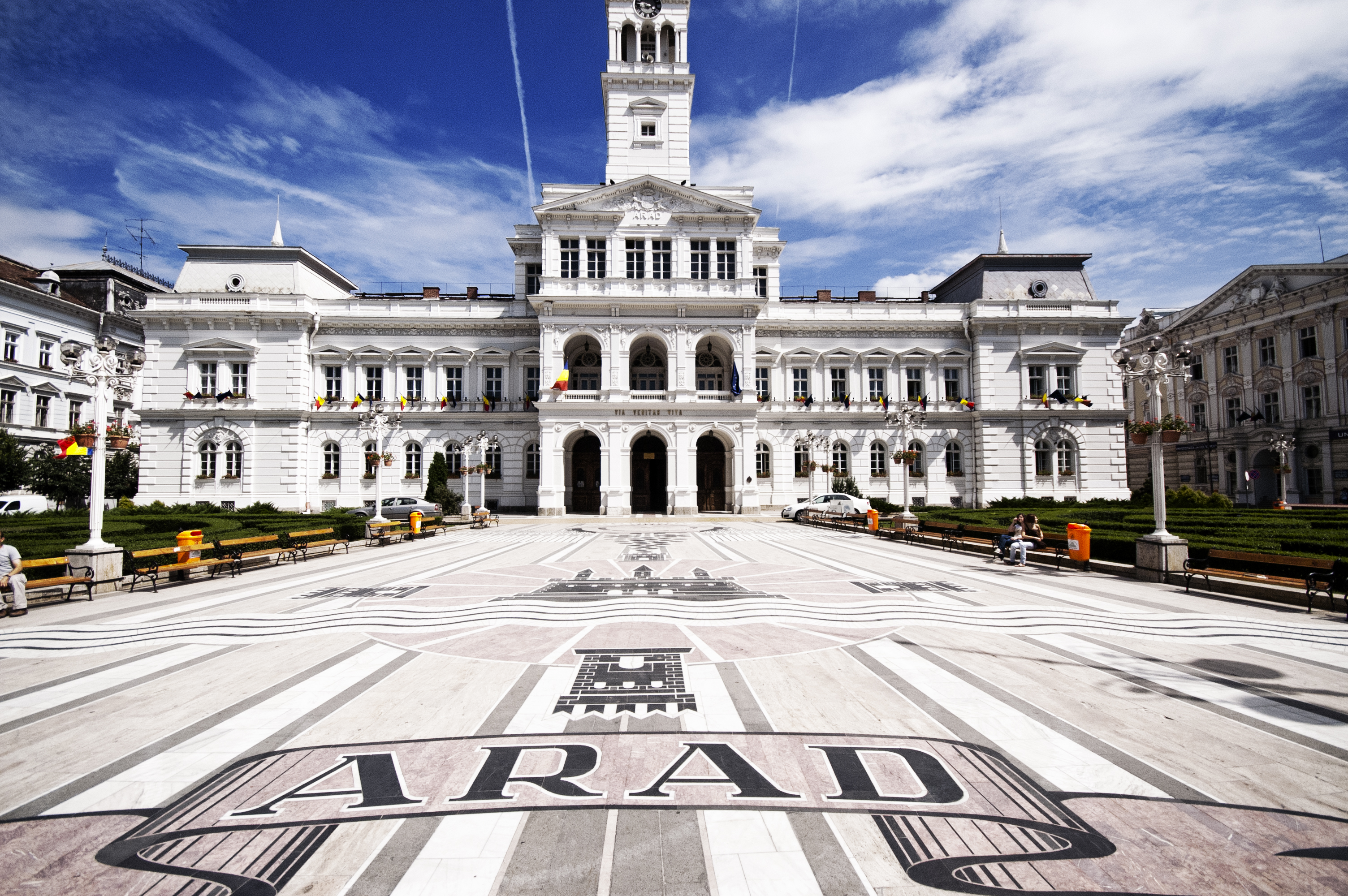
Arad
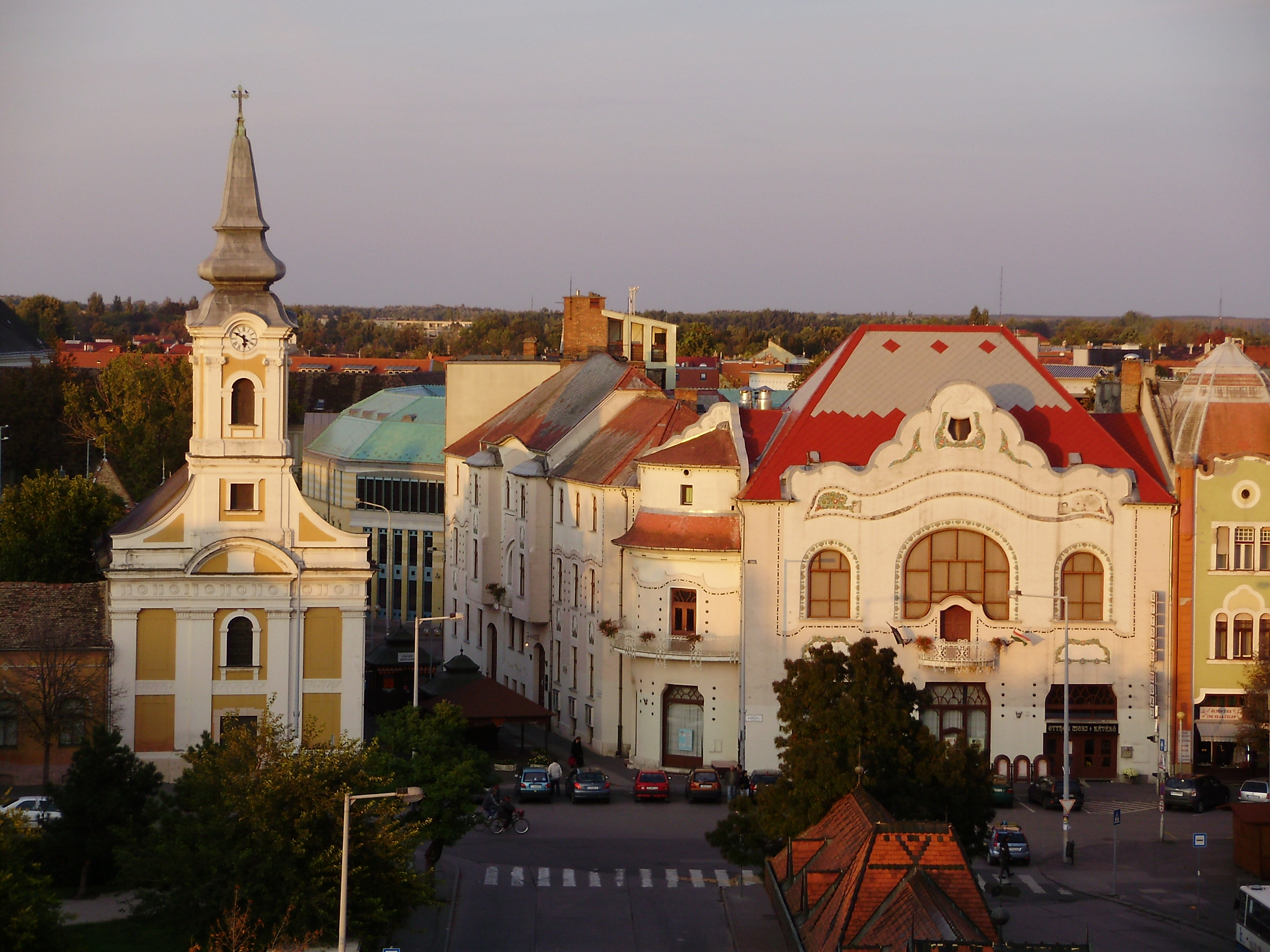
Kecskemét
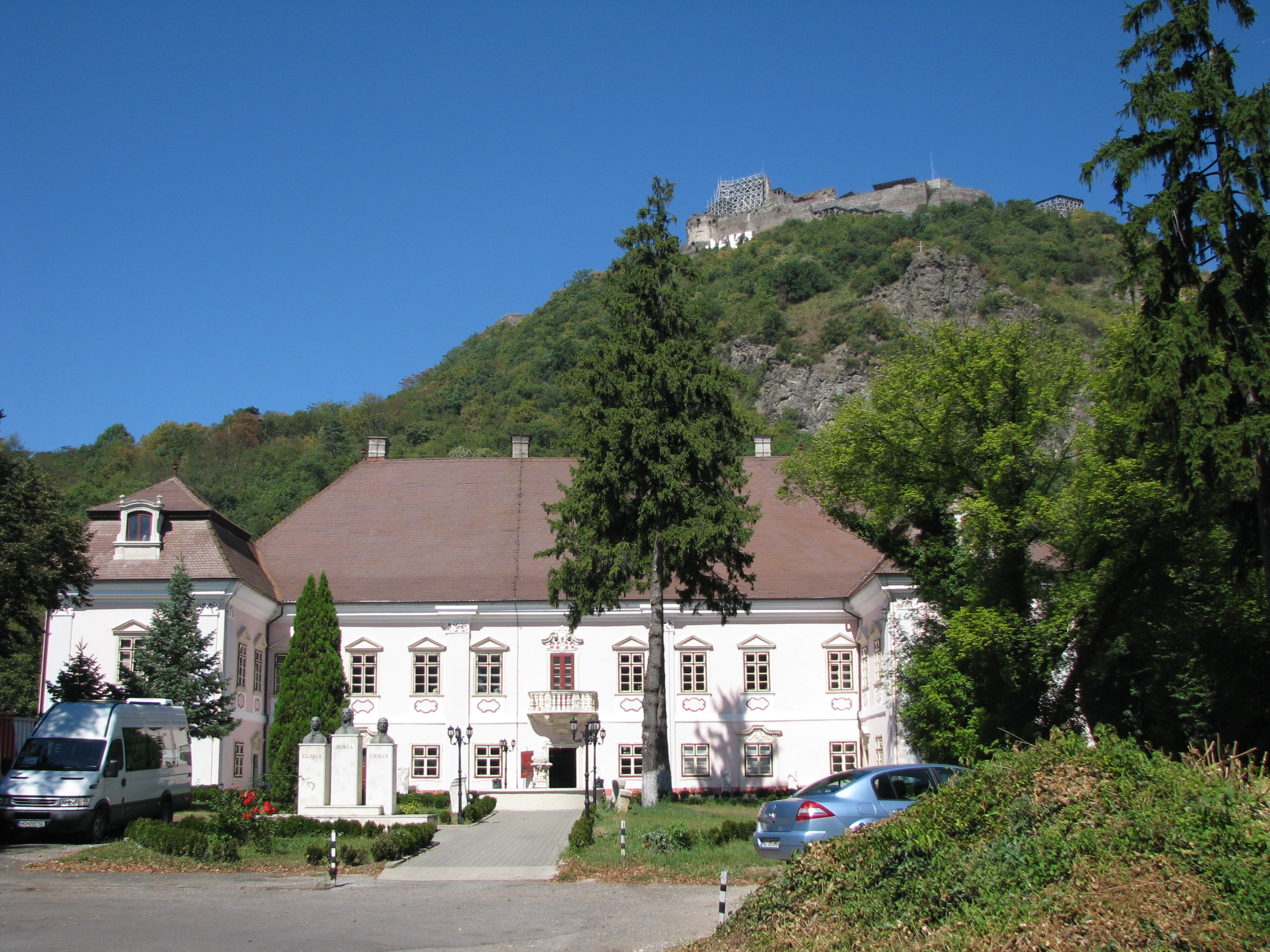
Deva
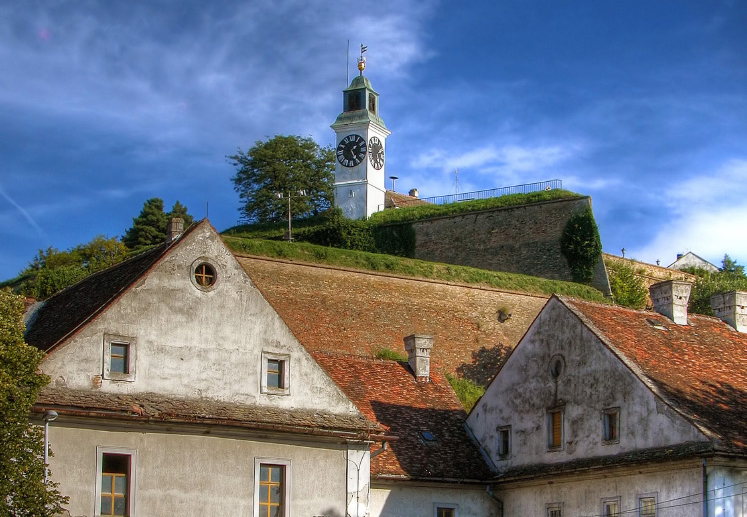
Novi Sad
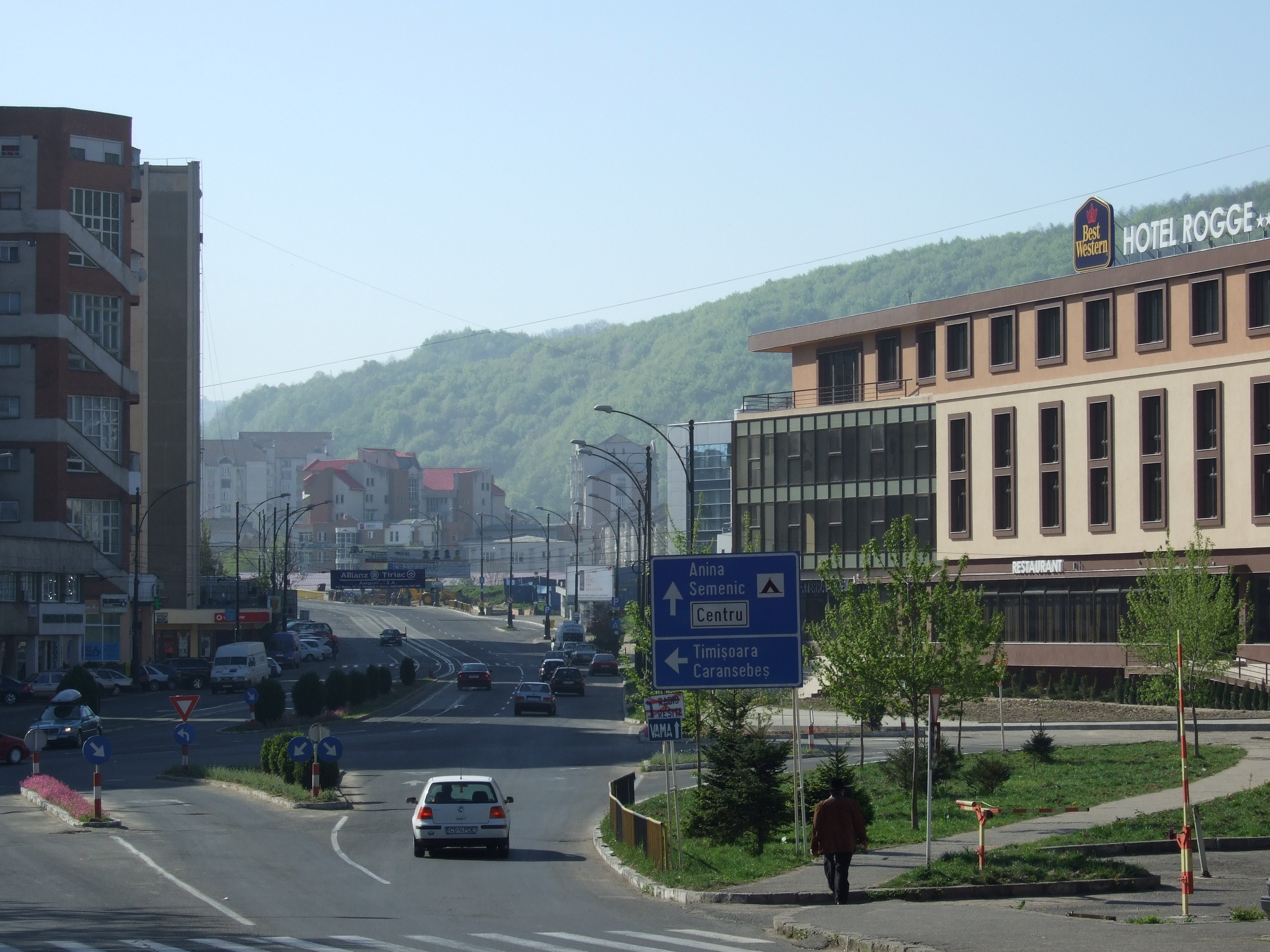
Reșița
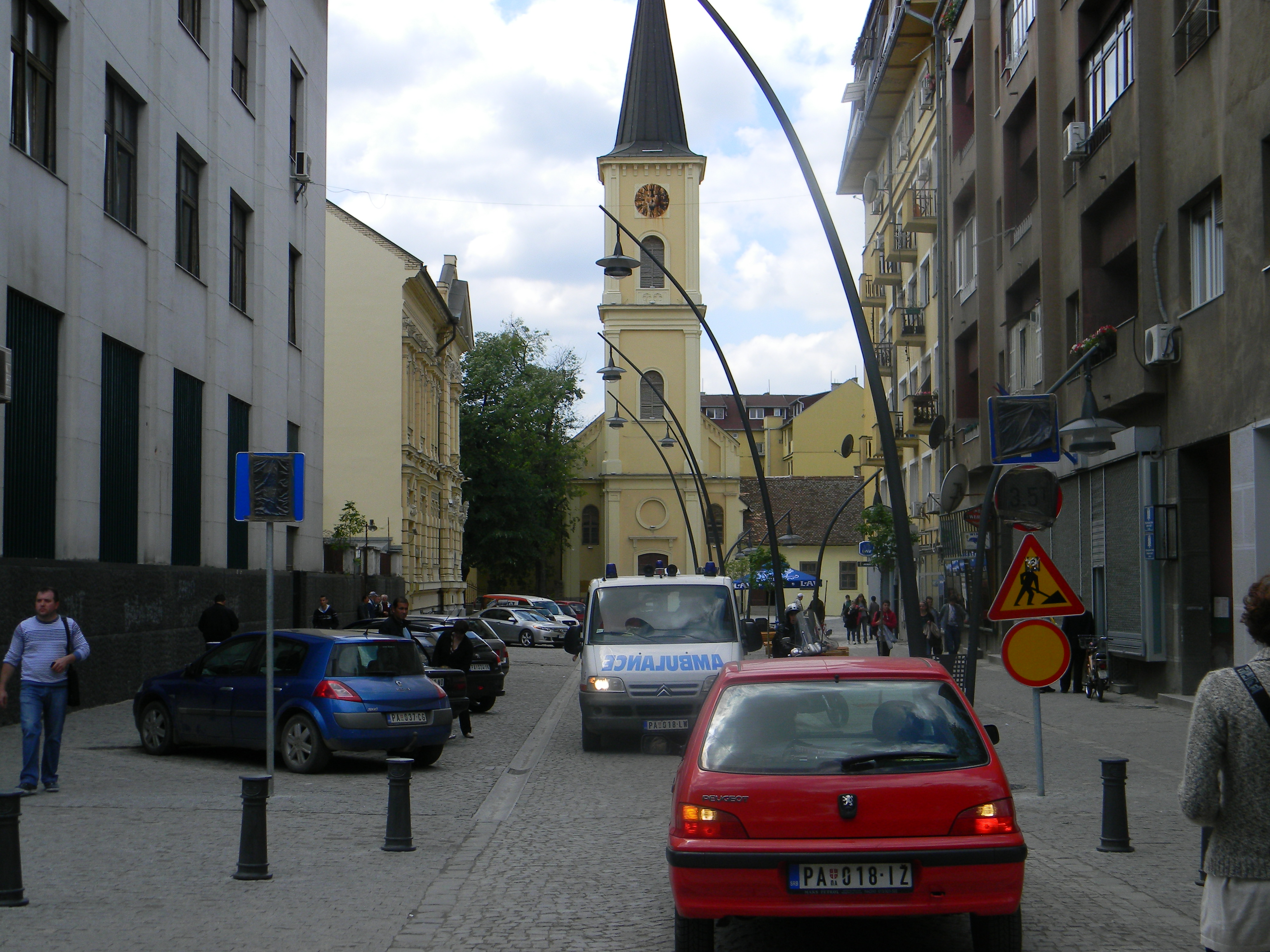
Pančevo